# Meziboří
Meziboří város Csehországban, a Mosti járásban. Meziboří Litvínov, Klíny, Český Jiřetín és Lom településekkel határos. Lakosainak száma 4587 fő (2024. január 1.).

## Népesség
A település lakosságának változását az alábbi diagram mutatja:
| Lakosok száma | 219  | 288  | 298  | 235  | 5588 | 4969 | 4735 | 4810 | 4686 | 4587 |
|               | 1869 | 1890 | 1921 | 1950 | 1980 | 2001 | 2017 | 2019 | 2022 | 2024 |